# Sophie Kleeberg
Sophie Kleeberg (née le 30 mai 1990) est une athlète allemande, spécialiste du lancer du poids. 

## Palmarès
| Date | Compétition                                  | Lieu      | Résultat | Marque  |
| ---- | -------------------------------------------- | --------- | -------- | ------- |
| 2007 | Championnats du monde cadets                 | Ostrava   | 3e       | 14,94 m |
| 2008 | Championnats du monde juniors                | Bydgoszcz | 5e       | 16,06 m |
| 2009 | Championnats d'Europe juniors                | Novi Sad  | 3e       | 15,95 m |
| 2011 | Championnats d'Europe en salle               | Paris     | 6e       | 17,63 m |
| 2011 | Coupe d'Europe hivernale des lancers espoirs | Sofia     | 3e       | 16,77 m |
| 2011 | Championnats d'Europe espoirs                | Ostrava   | 2e       | 17,92 m |
| 2011 | Universiade                                  | Shenzhen  | 2e       | 17,48 m |
| 2012 | Coupe d'Europe hivernale des lancers espoirs | Bar       | 1re      | 17,42 m |

### Records
| Épreuve         | Épreuve      | Performance | Lieu    | Date            |
| --------------- | ------------ | ----------- | ------- | --------------- |
| Lancer du poids | En plein air | 17,92 m     | Ostrava | 15 juillet 2011 |
| Lancer du poids | En salle     | 17,63 m     | Paris   | 5 mars 2011     |